# Bogoria papuana
Bogoria papuana är en orkidéart som beskrevs av Rudolf Schlechter. Bogoria papuana ingår i släktet Bogoria och familjen orkidéer.
Artens utbredningsområde är Papua Nya Guinea. Inga underarter finns listade i Catalogue of Life.